# Alpaïde di Bruyères
Alpaïde (fl. VII-VIII secolo) fu la seconda moglie del Maggiordomo di palazzo di tutti i regni Franchi, Pipino di Herstal, cui diede un figlio, Carlo Martello.

## Origine
Dei suoi ascendenti non si hanno notizie, ma l'Ex Chronico Sigeberti monachi ci informa che era sorella di un certo Dodone, domestico di Pipino II, che martirizzò il vescovo di Liegi, Lamberto.

## Biografia
Poco prima del 690, secondo l'anonimo continuatore del cronista Fredegario, che la descrive come nobile ed elegante, Alpaide sposò il maggiordomo di palazzo di tutti i regni dei Franchi, Pipino di Herstal o Pipino II, figlio del maggiordomo di palazzo di Austrasia e consigliere di Sigeberto III, Ansegiso (a sua volta figlio del vescovo di Metz Arnolfo e di Doda, figlia del vescovo di Metz, Arnoaldo) e di Begga, figlia di Pipino di Landen o Pipino I (figlio di Carlomanno, maggiordomo di palazzo in Neustria per il re Clotario II), e di sua moglie Itta.
Per Pipino II era il secondo matrimonio, perché, sempre secondo l'anonimo continuatore del cronista Fredegario, tra il 670 ed il 675, aveva sposato Plectrude (?-ca. 717), che era ancora viva e gli aveva dato due figli: Drogone e Grimoaldo.
Questo secondo matrimonio era quindi in condizione di bigamia, mentre altri cronisti considerano Alpaide una concubina. Secondo le cronache dell'epoca la bigamia era ancora praticata, per cui, anche se era la seconda, Alpaide era una moglie.
Alpaide rimase estranea agli avvenimenti politici di quegli anni; infatti il suo nome non viene più citato.
Non si hanno notizie della sua morte, che si presume sia avvenuta nei primi anni dell'ottavo secolo, nel monastero di Orp-le-Grand, dove si dice si sia ritirata negli ultimi anni di vita.

## Figli
Alpaide a Pipino II diede un solo figlio:
- Carlo poi detto Martello (ca. 690- aprile 741), futuro maggiordomo di palazzo di tutti i regni dei Franchi, che il Chronicon Moissiacensis definisce: elegante, egregio e utile[2].

### Fonti primarie
- (LA)  Fredegario,  FREDEGARII SCHOLASTICI CHRONICUM CUM SUIS CONTINUATORIBUS, SIVE APPENDIX AD SANCTI GREGORII EPISCOPI TURONENSIS HISTORIAM FRANCORUM..
- (LA) Annales Xantenses..
- (LA) Monumenta Germaniae historica: Domus Carolingicae genealogia..
- (LA) Monumenta Germaniae historica: Chronicon Moissiacensis. URL consultato il 1º marzo 2020 (archiviato dall'url originale il 27 agosto 2011)..
- (LA) Rerum Gallicarum et Francicarum Scriptores, tomus tertius..

### Letteratura storiografica
- Christian Pfister, La Gallia sotto i Franchi merovingi. Vicende storiche, in Storia del mondo medievale, Cambridge, Cambridge University Press, 1999,  pp. 688-711.